# ヨルダン海軍艦艇一覧
ヨルダン海軍艦艇一覧は、ヨルダン・ハシミテ王国海軍が過去に保有した、または現在保有する、または将来保有する予定の、未完成・計画中止を含めた歴代艦艇一覧
凡例

## 現有勢力（2024年現在）
- 国防予算：19億3,000万ドル[1]
- 海軍人員：500名[1]
- 艦船隻数：3隻（排水量20t以上）[1]

高速艇×3